# 圣蓬西
圣蓬西（法語：Saint-Poncy，法語發音：[sɛ̃ pɔ̃si]）是法国康塔尔省的一个市镇，位于该省东北部，属于圣弗卢尔区。

## 地理
圣蓬西（45°9'53"N, 3°11'12"E）面积40.37 平方千米，位于法国奥弗涅-罗讷-阿尔卑斯大区康塔爾省，该省份为法国中南部省份，位于法國中央高原中心，北起科雷兹省、上盧瓦爾省和多姆山省，西接洛特省和科雷兹省，南至阿韦龙省和洛特省，东临上盧瓦爾省和洛泽尔省。
与圣蓬西接壤的市镇（或旧市镇、城区）包括：博纳克、瑟卢、拉沙佩勒洛朗、拉斯蒂克、马西亚克、圣马里勒普兰、维耶伊莱斯佩斯。
圣蓬西的时区为UTC+01:00、UTC+02:00（夏令时）。

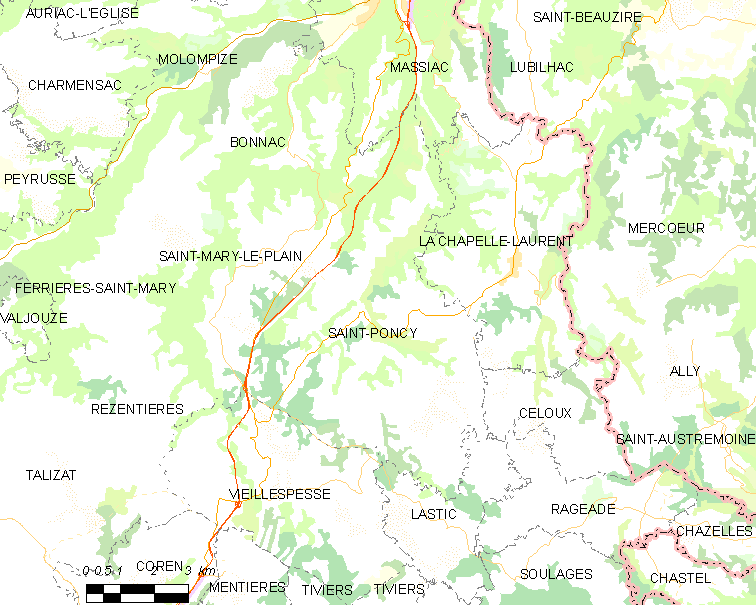
圣蓬西的OSM定位图

## 行政
圣蓬西的邮政编码为15500，INSEE市镇编码为15207。

## 政治
圣蓬西所属的省级选区为圣弗卢尔第一县。

## 交通
康塔尔省省道D10线和D55线在圣蓬西市中心交汇，另有D13线和D123线过境。
法国国家A75号高速公路经过圣蓬西的西北侧边缘但未设出入口。

## 人口

1962-2008年间圣蓬西人口变化图示

圣蓬西于2022年1月1日时的人口数量为337人。